# Simone van Dusseldorp
Simone van Dusseldorp, née le 6 juin 1967 à Tilbourg, est une réalisatrice et scénariste néerlandaise.

## Filmographie
- 1989 : Apie van de hoek
- 1990 : Het geheugenhuis
- 1991 : Professor Pardon
- 1992 : Mutatis Mutandis
- 1993 : Biotoop
- 1994 : Waterlanders
- 1995 : Pauze
- 1996 : Gita
- 1997 : Priscilla
- 1997 : Erwt
- 1997/1998 : Otje (nl)
- 1998 : Gekruiste vingers
- 1999 : Fastfood
- 2000 : Het
- 2000 : Wat Nou?!
- 2000 : Boris
- 2001 : Exit[2]
- 2005 : Profond (nl)[3]
- 2006 : La Petite Reine
- 2008 : Koest (nl)[4]
- 2009 : Kikkerdril (nl)[5]
- 2010 : Briefgeheim (nl)[6]
- 2011 : Oma is gek! (nl)[7]
- 2014 : Het leven volgens Nino (nl)[8]
- 2016 : Uilenbal[9]
- 2017 : Wachtkamer[10]